# Bhupen Khakhar
Bhupen Khakhar (ook: Khakkar) (Bombay, 10 maart 1934 – Vadodara, 8 augustus 2003) was een Indiaas kunstschilder. Hij werkte vanuit Vadodara (vroeger Baroda genoemd) en verwierf internationale bekendheid.

## Loopbaan
Khakhar behaalde zijn bachelorgraad in handel aan de Universiteit van Bombay en hij kwalificeerde zich tot registeraccountant. Dit vak oefende hij vele jaren uit in Baroda, terwijl hij zich in zijn vrije tijd bezighield met kunstzinnige werkzaamheden. Autodidact raakte hij goed op de hoogte van de hindoeïstische mythologie, literatuur en beeldende kunst.
In 1958 ontmoette hij de jonge dichter en schilder Ghulam Mohammed Sheikh uit Gujarat die bij Khakhar de latente interesse in kunst aanwakkerde en hem aanmoedigde naar de pas opgerichte faculteit voor Schone Kunsten in Baroda te komen.
In 1965 hield hij zijn eerste tentoonstelling. Ondanks dat hij zich het schildersvak grotendeels zelf eigen had gemaakt, wekte zijn werk vrij vroeg aandacht en kritische loftuitingen. Gedurende de jaren tachtig toonde hij zijn werk inmiddels wereldwijd, zoals in Amsterdam, Berlijn, Londen en Tokio. 
Zijn homoseksuele thema's zijn openlijk terug te vinden in zijn werk, in een tijd dat hier nauwelijks aandacht aan werd besteed in India. Khakhar onderzocht hierin een uiterst persoonlijke weg en stipte hierbij zowel de culturele verwikkelingen aan, als uitdrukkingen van liefde en erotiek. Hij schilderde de mannenliefde, het leven en ontmoetingen, vanuit een onderscheiden Indiaas perspectief.
Khakhar vervaardigde olieverfschilderijen die vaak verhalend en autobiografisch waren en hij besteedde veel aandacht aan werk over gewone Indiërs zoals een kapper, een horlogemaker en zelfs een assistent-accountant op zijn werk. Hij had oog voor het intrigerende in het alledaagse. In de jaren negentig begon hij te experimenteren met meer waterkleuren. Zijn werk is het vaakst vergeleken met dat van David Hockney, al werd diens werk beïnvloed door de Britse popart en zou die stroming volgens Khakhar niet dezelfde weerklank kunnen vinden in India.
In het boek The Moor’s Last Sigh van Salman Rushdie werd hij geportretteerd als de accountant. Khakhar verleende de auteur een wederdienst door een portret van hem te schilderen dat hij The Moor noemde. Dit laatste schilderij is te zien in de National Portrait Gallery in Londen. Zijn werk wordt verder getoond in het British Museum, eveneens in Londen en de Tate Gallery in het Verenigd Koninkrijk, het Museum of Modern Art in New York en andere musea.
In 1984 werd Khakhar bekroond met de Padma Shri en in 1986 ontving hij de Starr Foundation Fellowship van de Asian Council. In 2000 werd hij geëerd met de Prins Claus Prijs.